# 皖南医学院
皖南医学院，或简称皖医，为中华人民共和国安徽省芜湖市的一所医学类高等院校。学校前身为建于1958年的芜湖医学专科学校，1971年并入安徽医学院更为安徽医学院皖南分院，1974年独立建校定名为皖南医学院。

## 校史沿革
在中华人民共和国成立之初，安徽皖南地区的卫生事业落后，对此，皖南行政區于1950年秋季创建了皖南医士学校，以为当地培养合格的医护人员；1958年10月，升格为芜湖医学专科学校。1970年2月，学校并入安徽医学院。1971年7月，安徽省革命委员会批准在芜湖医专校址成立安徽医学院皖南分院。1972年1月，省革命委员会又批准将原芜湖弋矶山医院移交给该校。1974年8月，经国务院批准独立建校，命名为皖南医学院。2005年9月，学校迁入芜湖高校园区办学。进入“十四五”期间，皖南医学院也在积极争取更名为皖南医科大学及成为博士学位授予学校，以提高学校服务地区经济社会发展的水平。

## 直属医院
- 皖南医学院弋矶山医院，皖南医学院的直属附属医院。
- 皖南医学院第二附属医院（原宣城地区人民医院）

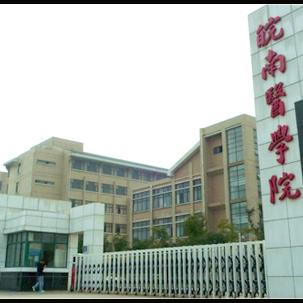
大門
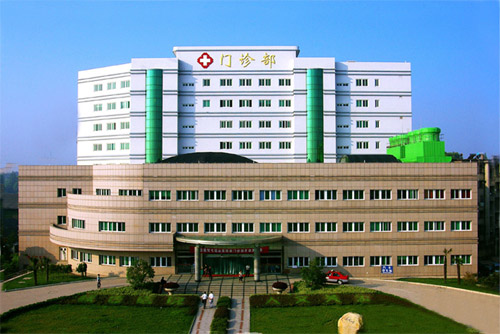
附設醫院